# 大阪府立泉北考古資料館

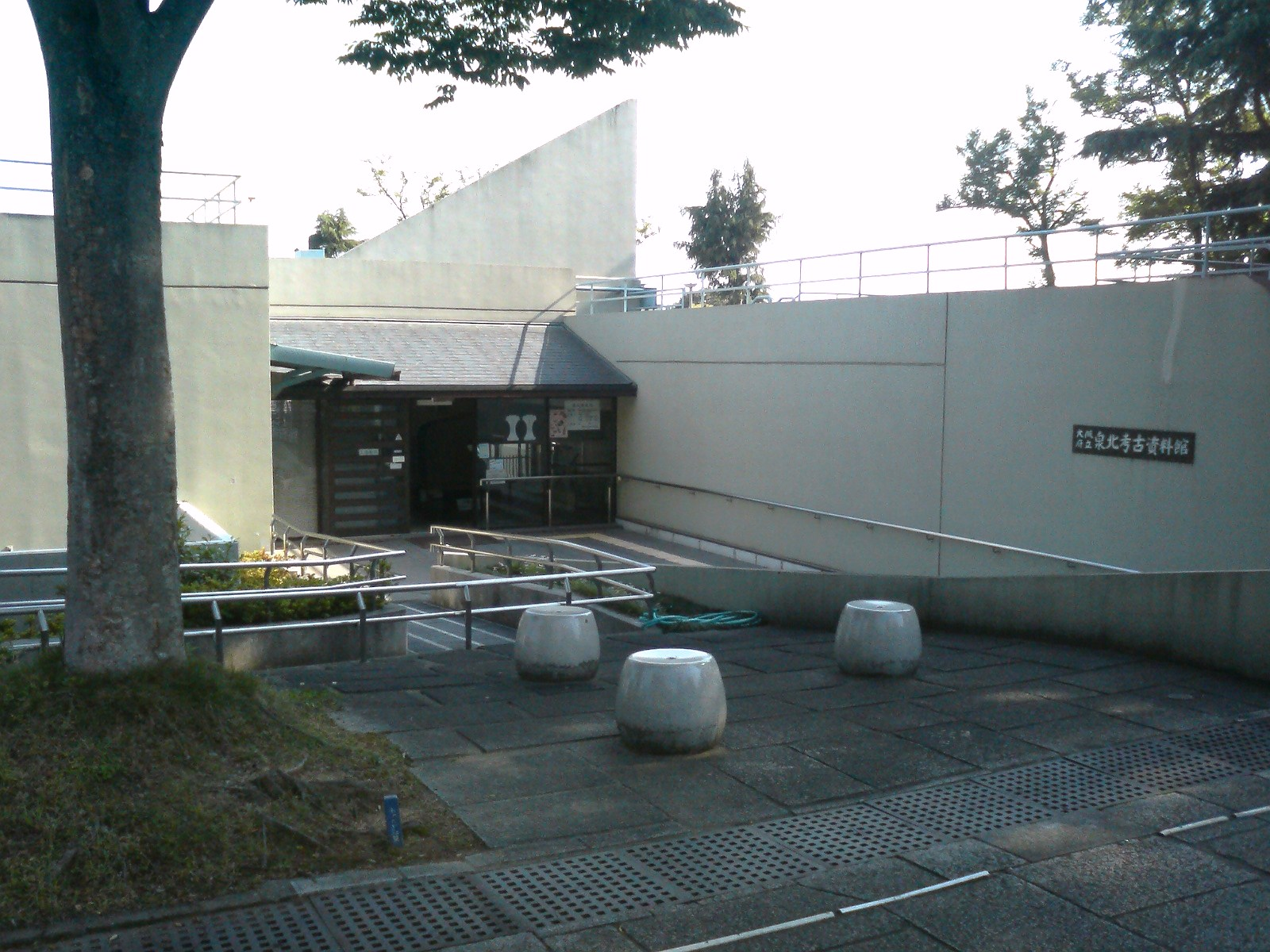
正面入口（2008年撮影）

大阪府立泉北考古資料館（おおさかふりつせんぼくこうこしりょうかん）は、大阪府堺市南区にあった歴史博物館である。2010年に堺市に移管され堺市立泉北すえむら資料館（さかいしりつ せんぼくすえむらしりょうかん）に改称した後、2016年老朽化により閉館した。

## 概要
国内最大の須恵器生産地である陶邑窯跡群の中心地域に立地していた。同遺跡は1961年から本格的な発掘がはじまり、泉北ニュータウンの開発にともなって、500基を超える窯跡がみつかった。『日本書紀』崇神天皇7年条にある「茅渟県陶邑」（ちぬのあがたのすえむら）の最有力候補地に比定されている。
大阪府立泉北考古資料館は出土した須恵器などを収集・保管・展示し、大阪府民の文化的向上を目的として1970年（昭和45年）に泉北ニュータウン内の大蓮公園に開館した。建物の設計は建築家槇文彦。
2010年（平成22年）4月1日、橋下徹知事による大阪維新プログラムによって堺市に移管され、堺市立泉北すえむら資料館に改名された。開館日は同年4月14日。展示品は発掘された須恵器などの土器や陶器が中心であった。
2016年（平成28年）9月末、老朽化のため閉館した。
閉館後、須恵器などの収蔵品2585点は堺市博物館と展示スペースがある文化財課分室（南区）で管理される。
建物は、Park-PFI制度により、南海不動産を代表者とする指定管理者が管理しており、カフェなどに転用されていた。2024年7月末に撤退し、Park-PFIも撤廃された。行政からの公園施設設置許可により、地元企業の株式会社Add Wallが地元民と共に再生を計り、『旧泉北すえむら資料館』としてカフェ・レンタルスペースなどを展開。槇文彦氏が願った「地域のコミュニティ・ミュージアム」を目指し、活用している。
- 所在地
  - 大阪府堺市南区若松台2丁5番。泉ヶ丘駅から徒歩10分の大蓮公園内。
- 開館時間
  - 10時 - 16時
- 休館日
  - 日曜日、月曜日、年末年始。
- 入館料
  - 無料